# 逢澤みちる
逢澤 みちる（あいざわ みちる、1989年8月3日 - ）は、日本の女優。アイエス・フィールド所属。

## 人物
- 趣味は料理[1]。
- ダンスが得意。書道は八段（書道師範）の腕前[1]。
- 子役時代、NEWSエンターテインメントへ所属。
- 2018年、グリーンメディアから coeurプロダクションに移籍し、逢澤みちるから滝澤ひかりへ改名[2][3]。
- 2019年1月21日、再度、逢澤みちるに改名[4]。
- 2019年4月 アイエス・フィールド所属に変更となったことを発表。
- 2019年6月上演の朗読劇「それでも、愛」では、自ら脚本を書き出演をした[5][6]。

## 出演

### 映画
- やまない雨はない（2017年、北崎一教監督）
- 武魂〜浅井哲彦物語〜（2017年、下村優監督）
- インフォ・メン　獣の笑み、ゲスの涙（2017年、金子智明監督）- 飯島カオリ役[7][8][9]
- ...and LOVE（2017年、松田圭太監督）
- 神田川のふたり（2022年、いまおかしんじ監督） - なお 役[10][11]
- 青すぎる、青（2023年、今関あきよし監督） - 日高涼子 役[12]

### テレビドラマ
- 夏の恋は虹色に輝く 第1話（2010年、フジテレビ） - イベントアシスタント
- 本当にあった怖い話AKB編（2010年、フジテレビ）
- FACE MAKER 第1話、9話（2010年、日本テレビ放送網)
- 獣医ドリトル（2010年、TBSテレビ)
- 牙狼-GARO-（2010年) - カップル役
- 外交官 黒田康作 第5話（2011年、フジテレビ） - 店員
- LADY〜最後の犯罪プロファイル〜 第3話（2011年、TBSテレビ) - 被害女性
- Dr.伊良部一郎 第3話（2011年、テレビ朝日)
- プロポーズ兄弟〜生まれ順別 男が結婚する方法〜 第1話（2011年、フジテレビ） -  一郎の大学時代彼女
- シマシマ 最終話（2011年、TBSテレビ) - 添い寝美女役
- BOSS 最終話（2011年、フジテレビ）- 無視する美女
- 全開ガール（2011年、フジテレビ）- 秘書レギュラー
- DOCTORS〜最強の名医〜 第5話（2011年、テレビ朝日) - 佐田美香役
- 最後から二番目の恋（2012年、フジテレビ）- スタッフ役レギュラー
- リッチマン、プアウーマン（2012年、フジテレビ）- レギュラー社員
- 救急救命士・牧田さおり9（2013年、テレビ朝日) - カップル役
- リッチマン、プアウーマンSP（2013年、フジテレビ）- レギュラー社員役
- 確証 7話（2013年、TBSテレビ) - 合コン女性
- 世にも奇妙な物語'13春（2013年、フジテレビ）- オープニング映像　花嫁役
- 悪霊病棟 4話（2013年、MBSテレビ) - 夏原美佐役
- ショムニ2013 7話（2013年、フジテレビ）- インターン女性役
- 水曜ミステリー9 嫌われ監察官　音無一六（2013年、テレビ東京) - 若い女性役
- 福家警部補の挨拶 7話（2014年、フジテレビ）- 若い女性役
- 東京スカーレット〜警視庁NS係5話（2014年、TBSテレビ)　- 書道指導
- オヤジの背中 第7話（2014年、TBSテレビ)　- コンビニ客
- ある日、アヒルバス 8話（2015年、NHK-BS) - 秘書役
- 水曜ミステリー9 駐在刑事3（2015年、テレビ東京) - 川北弓子役
- 無痛〜診える眼〜 第3～9話（2015年、フジテレビ） - 看護師役
- 民王スペシャル（2016年、テレビ朝日)  -  幼稚園の先生役
- お迎えです。 1話（2016年、日本テレビ放送網) - カップル女性役
- &美少女 NEXT GIRL meets Tokyo 第10話（2017年6月14日、FOD） - 田渕麗夏役
- 黒革の手帖 第1話（2017年、テレビ朝日） - 銀行員
- 民王R 第7話（2024年12月3日、テレビ朝日） - 医者 役

### CM
- バファリンルナi（2013年）

### 舞台
- 「東京メッツ」東京プリンスホテル、大阪・松竹公演（2004年）
- 「ベロニカは死ぬことにした」演出：西浦正記　俳優座劇場（2012年）
- プレイユニットA→XYZ『結婚リセット法』（2016年1月）
- 舞台「素敵なカミングアウト」（2021年）苫米地朋美 役（Wキャスト）[13]
- 舞台「Home」（2022年）ナミ 役[14]

### 朗読劇
- 朗読劇「それでも、愛」（2019年6月7日 - 9日、労音大久保会館R’sアートコート）　※脚本も担当
- フォトシネマ朗読劇「HARAJUKU-天使がくれた七日間-」（2019年7月25日 - 27日、労音大久保会館R’sアートコート）[15]

## 脚本

### 朗読劇
- それでも、愛（2019年）
- Greif～TEGAMI～（2019年）[16]